# Падурени (Граждури)
Падурени (рум. Pădureni) насеље је у Румунији у округу Јаши у општини Граждури. Oпштина се налази на надморској висини од 237 m.

## Становништво
Према подацима из 2002. године у насељу је живело 509 становника, од којих су сви румунске националности.